# La respuesta (canción de Becky G y Maluma)
«La respuesta» es una canción de la cantante estadounidense Becky G y el cantante colombiano Maluma. Se lanzó por Kemosabe Records, RCA Records y Sony Music Latin el 18 de abril de 2019. La canción fue escrita por Becky G, Maluma y está producida por Edgar Barrera y coproducida por Luis Barrera Jr. y Daniel Buitrago. Es una canción de reguetón sobre el empoderamiento femenino y la ruptura de los estereotipos de género.

## Antecedentes
Becky G declaró que la canción es «sobre liberarse de los estereotipos», y que espera que «sirva para empoderar a las mujeres jóvenes». Es la segunda colaboración de Becky G y Maluma, tras la remezcla de «Mala mía» lanzada en 2018. Se caracterizó como un «himno de poder sobre la ruptura de estereotipos».

## Vídeo musical
El video musical se lanzó junto con la canción el 18 de abril de 2019. Idolator lo llamó «una inspiración retro» con «trajes lindos» y «piezas vibrantes». A partir de mayo de 2020, cuenta con más de 310 millones de visitas. El video musical fue dirigido por Daniel Duran.

## Posicionamiento en listas
| Listas (2019)                    | Mejor posición |
| -------------------------------- | -------------- |
| Argentina (Argentina Hot 100)    | 24             |
| Ecuador (National-Report)        | 10             |
| España (PROMUSICAE)              | 29             |
| Estados Unidos (Hot Latin Songs) | 13             |
| Hungría (Single Top 40)          | 7              |
| México Airplay (Billboard)       | 20             |
| Rumania (Airplay 100)            | 71             |
| Venezuela (National-Report)      | 38             |

## Certificaciones
| País (organismo certificador) | Certificación | Unidades certificadas |
| ----------------------------- | ------------- | --------------------- |
| España (PROMUSICAE)           | Oro           | 20 000                |
| México (AMPROFON)             | Platino       | 60 000                |